# La stella di latta
La stella di latta (Cahill U.S. Marshal) è un film western statunitense del 1973 diretto da Andrew V. McLaglen.

## Trama
Cahill è uno sceriffo federale, vedovo con due figli, che prende tanto a cuore il suo lavoro da trascurare i suoi due figli, il diciassettenne Danny e l'undicenne Billy, detto "pulcino", i quali, stufi di non vedere il padre che pochi momenti fra una missione di caccia al delinquente e l'altra, decidono, durante una delle sue numerose e lunghe assenze, di passare dall'altra parte quasi per rivalsa nei confronti del padre e di diventare complici di un terzetto di svaligiatori di banche capeggiato da Abe Fraser. Il figlio minore ha un ruolo importante nella rapina che verrà messa in atto: quello di nascondere il bottino. La rapina riesce ma muore uno sceriffo amico di Cahill, Grady.
Tornato in paese, a Valentine, e sistemato il piccolo Billy presso la brava e gentile Hetty Green, che gestisce una pensione, Cahill si dà alla caccia dei banditi portandosi dietro l'altro figlio e un fido indiano comanche, abilissimo a seguire piste, soprannominato Lightfoot (piè leggero). Seguendo la pista i tre s'imbattono in un quartetto sospetto che bivacca, ne perquisiscono il bagaglio scoprendo un bel pacco di banconote nuove e li arrestano. A nulla valgono le loro rimostranze e l'ammissione di aver guadagnato disonestamente il denaro trovato in loro possesso, che, asseriscono, è il frutto di una rapina ai danni di un ricco mercante di passaggio. I quattro vengono tradotti nel carcere di Valentine in attesa del processo, che sancirà la loro condanna a morte per la rapina alla banca e l'uccisione dello sceriffo Grady.
A questo punto Danny si rende conto che anche per causa sua e del fratello quattro "innocenti" finiranno sulla forca. Intanto il capo della banda svaligiatrice Fraser tampina il piccolo Billy per farsi dire dove sta il malloppo, ma Billy sfugge e, dopo un paio di settimane trascorse a letto con una polmonite, va con il fratello a recuperare il malloppo. Danny cerca il modo di scagionare i quattro ma non gli riesce di trovarlo. Disseppellito il bottino, che Billy aveva sotterrato nel cimitero del paese, i due si recano a quello che ritengono il covo dei loro ex complici, ma Cahill ed il fido Lightfoot sono già sulle loro tracce. Si giunge al redde rationem: i tre svaligiatori vengono fatti fuori da Cahill, il comanche ci lascia anche lui le penne e padre e figli tornano in paese con il bottino intatto, che verrà consegnato e scagionerà i quattro impiccandi, mentre Cahill promette ai figli che intercederà presso il giudice affinché essi non subiscano conseguenze troppo gravi a causa del loro sconsiderato comportamento.

## Ambientazione
Il film è stato girato in Durango, in Messico, mentre è ambientato a Valentine, in Texas.